# Soufiane Ben Farhat
Soufiane Ben Farhat (arabe : سفيان بن فرحات), né en 1959 à Tunis, est un journaliste, dramaturge, romancier et écrivain tunisien.

## Biographie
Né en 1959 à Tunis, Mohamed Soufiane Ben Farhat est licencié en droit public (sciences politiques), il est également titulaire d'un diplôme d'études approfondies en langue et civilisation italiennes et en communication.
Journaliste à La Presse de Tunisie, il y est régulièrement l'auteur d'articles sur la politique nationale et la politique internationale et, par intermittence, sur la culture. Il écrit également pour diverses revues spécialisées. Le 13 janvier 2012, un an après la révolution qui chasse le président Zine el-Abidine Ben Ali du pouvoir, il est élu au sein du conseil de rédaction de La Presse de Tunisie aux côtés de Rafik Herguem, Olfa Belhassine, Raouf Seddik et Nizar Hajbi ; il en est élu président le 18 janvier.
Soufiane Ben Farhat est aussi critique littéraire. De juin 2011 à septembre 2013, il est chroniqueur à la radio Shems FM, avant de rejoindre la radio Cap FM à la fin septembre 2013, puis Radio Med de septembre 2015 à septembre 2017 et dès septembre 2018. Il anime des émissions de talk-show politique, sur Nessma, Ettounsiya TV, Tunisna TV, la Télévision tunisienne 1 et Al Janoubiya TV, et des magazines d'information tels que Fasl El Makal, Rétroviseur, Showfiène, Naatika Bel Akhbar et Bila Raqib. Il dirige aussi une web TV dès avril 2018. Il tient également un blog.
Il est élu meilleur journaliste méditerranéen en 2014 et récompensé à Otrante (Italie).
Soufiane Ben Farhat écrit la première comédie musicale de l'histoire de la Tunisie, Les Années folles (عسكر الليل), présentée pour la première fois le 16 mai 2019 au Théâtre de l'Opéra à la Cité de la culture à Tunis et jouée par la suite dans plusieurs théâtres et festivals tunisiens.
En janvier 2024, il assiste aux audiences de la Cour internationale de justice à La Haye dans la procédure engagée par l'Afrique du Sud contre Israël pour génocide à Gaza. Il écrit par ailleurs l'opérette Sayed Darwich, le chant éternel (سيد درويش النبض الخالد), dont il assure la mise en scène et dont la première représentation a lieu au Théâtre de l'Opéra  le 11 juillet.

## Publications
Cependant, ses occupations professionnelles ne l'ont pas détourné de son autre passion, l'art et la littérature. Il a publié notamment : 
- L'Imaginaire de l'eau au Maghreb, Tunis, 1988.
- Les Origines orientales de la Divina Commedia de Dante, Tunis, 1992.
- La Chute de Bagdad et la nouvelle question d'Orient, Tunis, JMS, 2003, 312 p. (ISBN 978-9973510716).
- (ar) عبد العزيز عشيش : النضال الوطني والإبداع الصحفي [« Abdelaziz Achiche : lutte nationale et créativité journalistique »], Tunis, À compte d'auteur,‎ 2004, 213 p. (ISBN 978-9973514493).
- (ar) Ya el-menfi, Tunis, 2005.
- Les Témoins de la mémoire : rencontres avec des Tunisiens d'exception, Tunis, Cérès, 2006, 422 p. (ISBN 978-9973196880).
- « Des origines à nos jours, le théâtre tunisien, missionnaire et d'avant-garde », Horizons maghrébins : le droit à la mémoire, no 58,‎ 2008, p. 106-114 (ISSN 0984-2616, lire en ligne, consulté le 31 juillet 2024).
- Le Regard du loup : roman, Tunis, SIPE, 2009, 208 p. (ISBN 978-9973053411).
- Dégage : la révolution tunisienne, 17 décembre 2010-14 janvier 2011, Tunis, Alif, 2011, 239 p. (ISBN 978-9973222770).
- Al-Ghazali (trad. Soufiane Ben Farhat), Épître au disciple, Tunis, Perspectives Éditions, 2012, 91 p. (ISBN 978-9938843064).
- Les Années folles, Tunis, Ministère de la Culture, 2019[7].
- Le Chat et le scalpel : roman, Tunis, Nirvana, 2020, 242 p. (ISBN 978-9938530513)[8].
- Sayed Darwich, le chant éternel, Tunis, Ministère de la Culture, 2024[9].
- Abba Abba : la pierre de la convoitise, Tunis, Arcadia, 2025[10].

## Distinctions
Lors de la 14e édition du Comar d'or, le 24 avril 2010, Le Regard du loup obtient le Prix découverte. Le 4 septembre 2021, son roman Le Chat et le scalpel obtient le Comar d'or du roman.